# 테종
테종(1995년 5월 2일 ~ )은 대한민국의 가수다.

## 방송
- 싱어게인3 (2023) - Top16

## 음반
- 변태 (2021)
- April Winter (2022)
- Toys (2022)
- Pack the All Harms Up (2023)
- Dress (2023)
- 싱어게인3 - 무명가수전 Episode.2 (2023)
- Blind (2024)
- 마음 (2024)